# Liste des évêques de Laredo
Liste des évêques de Laredo
(Dioecesis Laredanus)
Le diocèse de Laredo est créé le 3 juillet 2000, par détachement de l'évêché de Corpus Christi et de l'archevêché de San Antonio.

## Sont évêques
- depuis le 3 juillet 2000 : James Tamayo (James Anthony Tamayo), auparavant évêque auxiliaire de Galveston-Houston

## Sources
- L'ANNUAIRE PONTIFICAL, sur le site http://www.catholic-hierarchy.org, à la page